# Mụt hạch

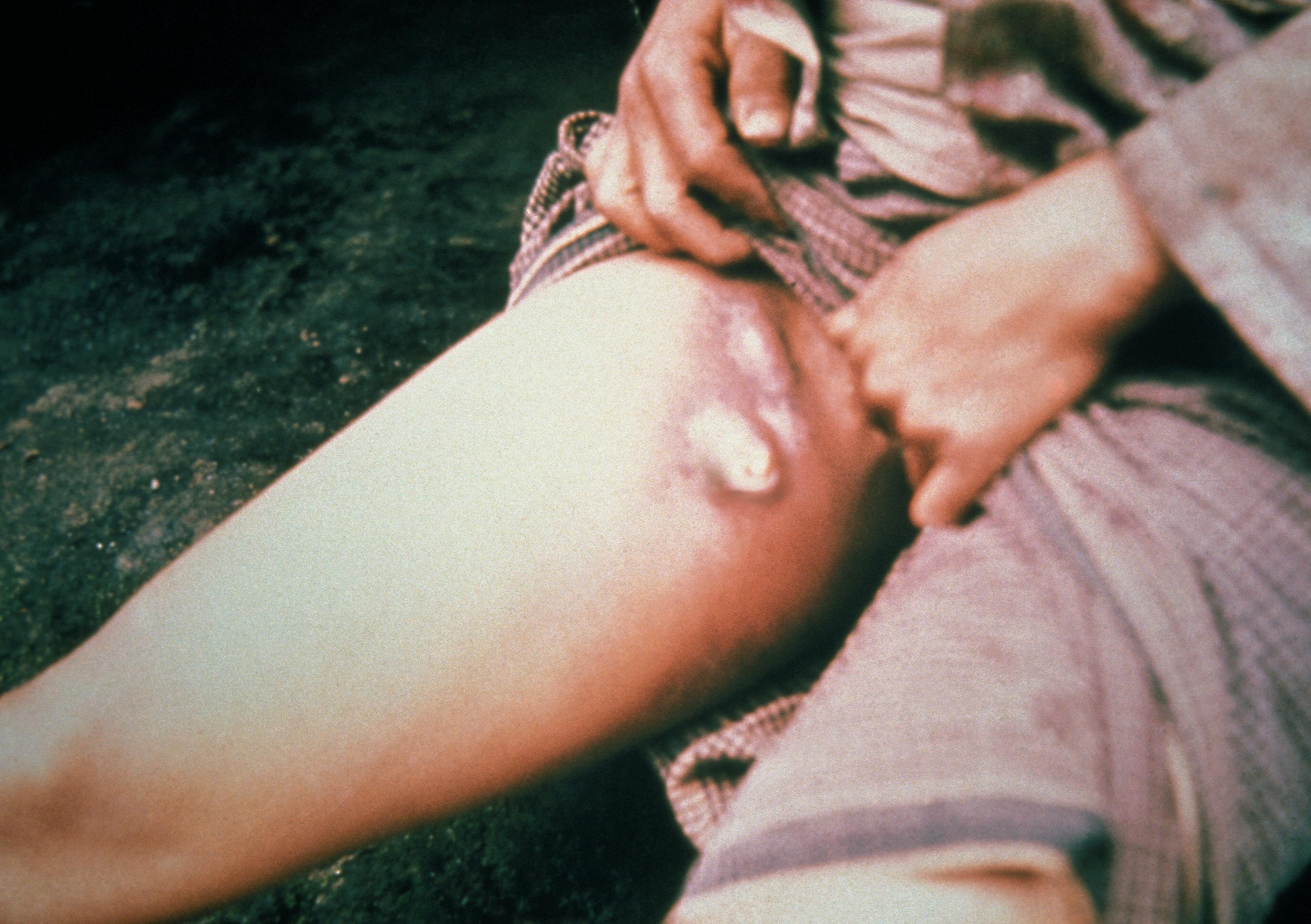
Vết mụt hạch trên chân, do bệnh dịch hạch thể hạch

Mụt hạch (Tiếng Anh: bubo; Hy Lạp: βουβών, boubôn, 'háng') là viêm hạch hoặc viêm của các hạch bạch huyết và là một ví dụ về phản ứng bệnh hạch bạch huyết.

## Phân loại
Bệnh sưng bạch hạch là một triệu chứng của bệnh dịch hạch thể hạch, và xảy ra như sưng đau ở đùi, cổ, háng hoặc nách. Chúng được gây ra bởi Yersinia pestis vi khuẩn lây lan từ bọ chét qua đường máu đến các hạch bạch huyết, nơi vi khuẩn nhân lên, làm cho các hạch sưng lên. Bệnh sưng bạch dịch hạch (Plague buboes) có thể chuyển sang màu đen và loạn thần kinh chức năng, làm thối rữa các mô xung quanh hoặc chúng có thể vỡ ra, thải ra một lượng lớn mủ. Nhiễm trùng có thể lây lan từ bọt khí khắp cơ thể, dẫn đến các dạng bệnh khác như bệnh dịch hạch thể phổi.

## Quản lý
Mặc dù vết mổ và dẫn lưu mang lại kết quả tốt hơn trong những trường hợp như vậy, vì thường không cần can thiệp thêm, trong khi đó có thể cần phải hút lại, vết mổ và vết thương dẫn lưu có thể lành chậm hơn, làm tăng nguy cơ nhiễm trùng thứ cấp.